# Mashi (Zhoa)
Pour les articles homonymes, voir Mashi.
Mashi (ou Manshi, Marshi) est un village du Cameroun situé dans la région du Nord-Ouest, le département du Menchum et l'arrondissement de Fungom (commune de Zhoa), à proximité de la frontière avec le Nigeria.

## Population
En 1970, Mashi comptait 624 habitants ; en 1987, 173.
Lors du recensement de 2005, on y a dénombré 262 personnes.